# Campo Redondo
Campo Redondo é uma cidade do estado do Rio Grande do Norte. De acordo com Estimativa realizado pelo IBGE (Instituto Brasileiro de Geografia e Estatística) no ano 2024, sua população é de 10 504 habitantes. Uma queda de cerca de 200 habitantes em relação ao Censo 2010 foi registrada. A extensão territorial do município é de 213 km².
Limita-se com os municípios de São Tomé e Lajes Pintadas (norte), Currais Novos (oeste), Santa Cruz (leste) e Coronel Ezequiel (sul). Limita-se ainda com a Paraíba (sudoeste).

## História
No ano de 1894, tornou-se pública a existência de uma fazenda de gado por nome Campo Redondo, situada na Serra do Doutor, na região do Trairi, de propriedade de Francisco José Pacheco. A primeira casa foi construída por Joaquim Borges de Oliveira. Por decisão do proprietário, foi construída na fazenda uma capela em homenagem a Nossa Senhora de Lourdes, atual padroeira do município. Em 1922, Campo Redondo já tinha uma feira e uma rua com trinta casas o que lhe dava aparência de povoado. A capela foi substituída por uma igreja maior em 1935. No ano de 1938, Campo Redondo viraria um distrito, subordinado a então Santa Cruz do Inharé. Já cinco anos depois, em 1943, o distrito de Campo Redondo, seria renomeado para Serra do Doutor. Em 1948, quatro anos depois, de novo o município muda de nome e novamente chama-se Campo Redondo. Campo Redondo viraria município pela primeira vez no ano de 1958, com sede no então distrito. A decisão, em questão de 4 anos, foi revertida por um acordão do STF, transformando assim Campo Redondo novamente em um simples distrito de Santa Cruz. Em 1963, Campo Redondo novamente seria elevada a categoria de município, decisão esta que vigora até os dias de hoje. No ano de 2023 comemorou-se o aniversário de 60 anos de Emancipação Política. 